# Route nationale 53 (Estonie)
Pour les articles homonymes, voir Route nationale 53.
La route nationale 53 (Tugimaantee 53) est une route nationale estonienne reliant Matapera à Viiratsi. Elle mesure 3,6 km.

## Tracé
- Comté de Viljandi
  - Matapera
  - Vardja
  - Viiratsi